# Căpățânenii Pământeni
Căpățânenii Pământeni – wieś w Rumunii, w okręgu Ardżesz, w gminie Arefu. W 2011 roku liczyła 586 mieszkańców.